# Cayo Mamilio Turrino
Cayo o Gayo Mamilio Turrino  fue un político romano del siglo III a. C. que fue cónsul en el año 239 a. C. con Quinto Valerio Faltón.